# Il cortile del diavolo
Il cortile del diavolo è un film del 1976 diretto da Fred Schepisi, con Nick Tate e Thomas Keneally.

## Trama
Nell'agosto 1953, il tredicenne Tom Allen inizia a frequentare una scuola media cattolica a Melbourne, in Australia, dove studenti e confratelli devono affrontare sfide individuali di fede e autocontrollo.

## Produzione
La sceneggiatura é basata sull'esperienza del regista che frequentó una scuola giovanile cattolica.
Il finanziamento del film richiese tre anni, e fu erogato infine dalla Australian Film Commission e dalla Film House, la società del regista.
Fu girato nel 1975 principalmente a Werribee Park, presso Melbourne.

## Riconoscimento
Il film vinse nel 1976 l'Australian Film Institute Award per il miglior film, la miglior regia , il miglior attore protagonista per Simon Burke e per Nick Tate, la miglior sceneggiatura, il miglior risultato in cinematografia e il premio della giuria.